# سامانه جهانی مخابرات سیار
سامانهٔ جهانی مخابرات سیار (به انگلیسی: Universal Mobile Telecommunications System، مخفف UMTS) یکی از فناوری‌های نسل سوم شبکه تلفن همراه است. این فناوری همچنین به سوی توسعه به فناوری نسل چهارم در حرکت است.
UTMS حداکثر نرخ نظری انتقال اطلاعات ۴۲ مگابیت بر ثانیه را ممکن می‌سازد.
UMTS به عنوان یک شبکه سلولی نسل سوم (3G) شناخته می شود. این فناوری سلولی بهتری برای انتقال داده نسبت به نسل قبلی خود، فناوری GSM، که از سرویس‌های داده GPRS و EDGE استفاده می‌کرد، در درجه اول به دلیل سرعت انتقال و عملکرد آن دیده می‌شد. یک فناوری رادیویی بی سیم پیشگام است که با شبکه های سلولی نسل سوم (3G) مرتبط است. AT&T اولین بار در اوایل دهه 2000 آن را در آمریکای شمالی مستقر کرد و استفاده از آن در چند سال آینده در سطح جهانی گسترش یافت.